# Гринівка (Івано-Франківський район)
Грині́вка — село в Україні, у Старобогородчанській сільській територіальній громаді Івано-Франківського району Івано-Франківської області. До 2015 року було підпорядковане Нивочинській сільській раді. Населення — 687 осіб (2001).